# Lampe Arco
Pour les articles homonymes, voir Arco.
La lampe Arco, de son nom de création Arco Floor Lamp, est un objet dessiné par le designer italien Achille Castiglioni doublé de son frère Pier Giacomo Castiglioni en 1962.
Cette lampe issue du design industriel comprend une base en marbre de Carrare rectangulaire sur laquelle est fixée une tige métallique incurvée du bout de laquelle pend l'abat-jour de forme demi-sphérique. L'idée des frères Castiglioni qui aimaient s'inspirer des objets de la vie quotidienne était d'élaborer une version d'intérieur du lampadaire. Il en résulte une œuvre à la fois élégante et rationnelle qui reflète l'approche analytique des frères Castiglioni. Le bloc de marbre de 65 kg est biseauté pour éviter de se blesser et est pourvu d'un trou pour pouvoir transporter la lampe, le bras réglable permet de porter la lampe à 2 mètres de la base, le réflecteur perforé pour refroidir l'ampoule.
Cette lampe est fabriquée et commercialisée par la société Flos. 
Un exemplaire de cette lampe fait partie de la collection permanente du MoMA.